# Lobelia hotteana
Lobelia hotteana är en klockväxtart som beskrevs av Walter Stephen Judd och James Dan Skean. Lobelia hotteana ingår i släktet lobelior, och familjen klockväxter.
Artens utbredningsområde är Haiti. Inga underarter finns listade i Catalogue of Life.